# Nueva Esparta
Statul Nueva Esparta este unul dintre cele 23 de state federale din Venezuela. În 2010, statul Nueva Esparta avea o populație de 491.610 de locuitori și o suprafață totală de 1.150 km². 
Capitala statului este orașul La Asunción.